# 크루컷
크루 컷(영어: crew cut)은 머리카락을 짧게 자른 헤어스타일이다. 대한민국에서는 주로 스포츠 머리라고 일컬어지고 있다.
크루컷은 스포츠를 하기에 편하다는 의미로 이름 붙여졌다. 군대에서는 위생, 관리 등을 이유로 이 머리 모양을 유지하도록 규정하는 경우가 있다.

## 역사
크루 컷이라는 머리 스타일에 적용된 이름과 관계없이 이 스타일은 미국에만 국한되지 않았으며, 원조도 미국이 아니었다. 영어에서 크루 컷과 플랫 탑 크루 컷은 이전에 폼파도르 또는 짧은 폼파도르로도 알려져 있었으며, 브러시 컷으로도 불리며 18세기 중반 이후부터 착용되어 왔다. 이 스타일은 다른 언어로 다른 이름으로 불렸다. 불어에서는 coupe à la brosse "브러시처럼 자르기"; 독일어에서는 Bürstenschnitt; 러시아어에서는 ёжик "고슴도치"로 불렸다. 플랫 탑이 있는 짧은 폼파도르는 표준으로 간주되었으며, 다소 곡선적인 모습은 더 넓은 이마와 얼굴 형태에 권장되었다. 플랫 탑을 가진 스타일은 브러시 탑 짧은 폼파도르라고 불리며, 더 둥근 탑을 가진 스타일은 라운드 탑 짧은 폼파도르라고 불렸다. 1921년에 손잡이에 모터가 달린 전기 클리퍼가 발명되기 전과 이에 따른 마케팅 및 광범위한 사용 이전에 이상적인 짧은 폼파도르는 이발사들에게 가장 시간이 많이 걸리는 스타일로 여겨졌다.
용어 "크루 헤어컷"은 아마도 하버드, 예일, 프린스턴, 코넬 및 기타 대학 크루 팀 멤버들이 착용한 헤어스타일을 묘사하기 위해 만들어진 것으로 생각된다. 이 스타일은 보트가 경기를 할 때 선수의 머리가 바람에 휘날리는 것을 막기 위해 짧게 유지되었으며 선수는 양 손을 키로 노젓는 자세에서 보트가 반대 방향으로 경주하므로 머리를 얼굴에서 치우치게 할 수 없었다. 이 이름은 축구 헤어컷과 대조되었는데, 1889년 이래로 축구 선수들이 머리를 길게 남겨 머리 부상을 방지하기 시작한 것과 대조되었다. 그 결과, 머리카락이 긴 축구 선수들은 종종 대중 언론에서 풍자의 대상이 되었다. 1895년에는 챔피언 예일 축구 팀이 "까맣게 다듬어진 머리"로 나타나고 그 후로는 축구에서 머리카락을 길게 남기는 스타일이 사라졌다. 거의 동시에 첫 번째 헬멧이 등장하기 시작했다.
1920년대와 1930년대에 크루 컷은 대학생들 사이에서 특히 아이비 리그에서 인기를 끌었다. 이 스타일은 종종 여름에 시원한 효과를 위해 컷되었다. 제2차 세계 대전에 참전한 남성들은 G.I. 헤어컷과 크루 컷을 받았으며, 상당수는 병역을 끝내고 나서도 시민으로서 크루 컷을 계속했다. 1960년대 중반에 긴 머리가 유행하기 시작하면서, 크루 컷과 그 변형들은 1970년대를 통해 인기가 줄어들었다. 크루 컷은 1970년대 후반과 1980년대 초에 다시 유행하기 시작했으며, 1980년대에는 플랫탑 크루 컷이 가장 인기 있는 크루 컷 스타일이었다.

## 같이 보기
- 스포츠 머리
- 스포츠 머리